# Liste der Stolpersteine in Hamburg-Eidelstedt
Die Liste der Stolpersteine in Hamburg-Eidelstedt enthält alle Stolpersteine, die im Rahmen des gleichnamigen Kunst-Projekts von Gunter Demnig in Hamburg-Eidelstedt verlegt wurden. Mit ihnen soll Opfern des Nationalsozialismus gedacht werden, die in Hamburg-Eidelstedt lebten und wirkten.
Diese Seite ist Teil der Liste der Stolpersteine in Hamburg, da diese mit insgesamt 7139 (Stand: März 2025) Steinen zu groß würde und deshalb je Stadtteil, in dem Steine verlegt wurden, eine eigene Seite angelegt wurde.
| Adresse                      | Person(en)                     | Inschrift | Bilder | Anmerkung                                                                                     |
| ---------------------------- | ------------------------------ | --- | ------ | --------------------------------------------------------------------------------------------- |
| Holsteiner Chaussee 34 ·     | Lieselotte Brandt              | Hier wohnte Lieselotte Brandt Jg. 1936 eingewiesen 1943 Alsterdorfer Anstalten ‚verlegt‘ 16.8.1943 Am Spiegelgrund ‚Kinderfachabteilung‘ ermordet 17.1.1944 |        | Eintrag auf stolpersteine-hamburg.de                                                          |
| Hornackredder 2 ·            | Heinrich Schröder              | Hier wohnte Heinrich Schröder Jg. 1896 Schutzhaft 15.12.1944 KZ Fuhlsbüttel ermordet April 1945 Neuengamme                                                  |        | Eintrag auf stolpersteine-hamburg.de                                                          |
| Kieler Straße 594 ·          | Max Sommerfeld                 | Hier wohnte Max Sommerfeld Jg. 1897 KZ Fuhlsbüttel 1942 deportiert 1942 Mauthausen ermordet 15.8.1942                                                       |        | Eintrag auf stolpersteine-hamburg.de Ein weiterer Stolperstein befindet sich in Hamburg-Hamm. |
| Schnackenburgallee 177–179 · | Anna Podolitsch geb. Antonenko | Hier interniert Lager ‚Russmann‘ Anna Podolitsch geb. Antonenko Jg. 1923 Ukraine Zwangsarbeit Butella Werk Schicksal unbekannt                              |        | Eintrag auf stolpersteine-hamburg.de                                                          |
| Schnackenburgallee 177–179 · | Knabe Podolitsch               | Knabe Podolitsch geb. 1.5.1945 tot 6.5.1945 |        | Eintrag auf stolpersteine-hamburg.de                                                          |
| Wiesenacker 20 ·             | Leni Timm                      | Hier wohnte Leni Timm Jg. 1932 eingewiesen 1937 Alsterdorfer Anstalten ‚verlegt‘ 16.8.1943 Am Steinhof/Wien ermordet 12.12.1944                             |        | Eintrag auf stolpersteine-hamburg.de                                                          |